# VoIP-Gateway
Bei einem VoIP-Gateway handelt es sich um ein elektronisches Gerät bzw. System, welches Schnittstellen der klassischen Telekommunikation in Schnittstellen der IP-Telefonie (VoIP) konvertiert. So kann z. B. ein VoIP-Gateway die ISDN-Schnittstellen einer Telefonanlage in IP-Schnittstellen mit Session Initiation Protocol (SIP) umwandeln. Der Anwender ist somit in der Lage, mit seiner bestehenden Telefonanlage einen Schwenk in Richtung IP-Telefonie durchzuführen, ohne die bestehende Technik aufrüsten oder erneuern zu müssen.
Das Gateway wandelt die für die Sende- und Empfangs-Sprachkommunikation notwendigen herkömmlichen Sprachsignale in IP-Datenpakete um. Es kann auch als eine Art Protokollkonverter betrachtet werden. 
Der allgemeine Begriff Gateway stammt aus dem Englischen, ist mehrdeutig und bedeutet „Torweg“ bzw. „Einfahrt“. Es gibt eine Vielzahl dieser Geräte. Die häufigste Art der Verwendung besteht im Bereich der Telekommunikation.

## Technik und Richtlinien (Codierungen)
Die Weiterleitung verschiedener Netzwerkpakete erfolgt, indem jedes einzelne Paket zunächst in einzelne Protokollschichten decodiert und anschließend dem Protokoll des Empfängers entsprechend wieder codiert wird. Das Gateway stellt also einen (virtuellen) Knoten dar, der zu beiden Netzen gehört und den netzübergreifenden Datenverkehr abwickelt.
Gateways nutzen verschiedene Codierungen (Richtlinien) für die Datenübermittlung. G.711 ist eine von vielen Codierungen für die IP-Telefonie (VoIP) und wird bei ISDN eingesetzt. Die Sprachqualität eines VoIP-Telefonats mit G.711 entspricht daher derjenigen von ISDN. In der Einordnung des Mean Opinion Score (MOS) erreicht G.711 einen Wert von 4,4. Der MOS ermittelt das subjektive Empfinden der Sprachqualität eines Benutzers. Damit erreicht G.711 eine höhere subjektive Sprachqualität als die meisten anderen Codecs, wie G.726 und G.729. Diese haben dafür den Vorteil, dass durch Datenkompression eine geringere Datenübertragungsrate benötigt wird.

## Videokonferenzen
Videokonferenzsysteme auf ISDN-Basis benötigen wegen der benötigten hohen Datenübertragungsrate mehrere ISDN-S0-Schnittstellen, um die Bild- und Toninformationen in ausreichender Qualität übertragen zu können. In der Zeit von DSL-Flatrates bietet es sich somit an, diese vom Videokonferenzsystem kommenden ISDN-Schnittstellen in IP-Schnittstellen umzuwandeln, um diese dann per IP zu übertragen. Am Empfänger angekommen, werden diese Informationen mit einem zweiten VoIP-Gateway wieder in ISDN-Schnittstellen zurückgewandelt und mit dem Empfänger-Videokonferenzsystem verbunden. So können mit den bereits vorhandenen Systemen Videokonferenzen bei gleichzeitiger beträchtlicher Senkung der Verbindungsentgelte durchgeführt werden.
Da der Einzug von VoIP auf breiter Front bereits begonnen hat, entsteht z. B. beim Einsatz von Cisco-Callmanagern teilweise das Problem, dass vorhandene Geräte mit ISDN-Schnittstellen nicht eingebunden werden können. Durch den Einsatz von VoIP-Gateways können somit benötigte ISDN-Schnittstellen erzeugt werden.